# Copelatus inornatus
Copelatus inornatus är en skalbaggsart som beskrevs av Sharp 1882. Copelatus inornatus ingår i släktet Copelatus och familjen dykare. Inga underarter finns listade i Catalogue of Life.